# Terazije

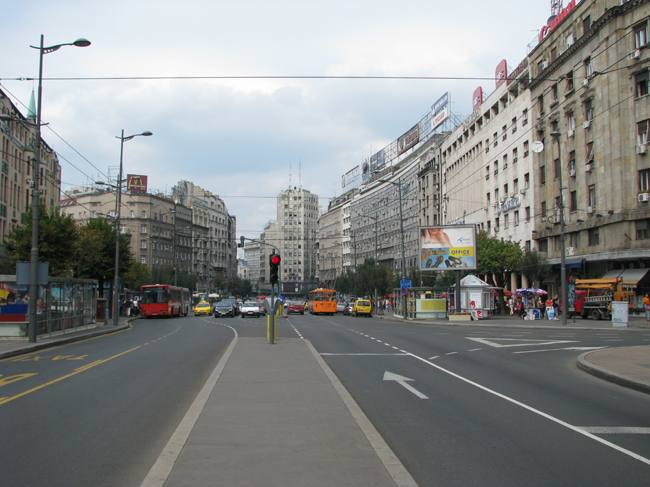
Terazije

Terazije (Теразије) är ett torg och område i centrala Belgrad, Serbien. Det ligger i kommunen Stari Grad (Gamla stan).
Terazije byggdes fram i början på 1800-talet. Till och med början av 1900-talet var området Belgrads huvuddel. Hela Terazije rekonstruerades 1911-1912 och moderniserades ytterligare efter andra världskriget i socialistisk realism.
Några kända byggnader i området är Albaniapalatset och Hotel Moskva.